# Rocco Perri
Rocco Perri (nacido Rocco Perre; 30 de diciembre de 1887 - desaparecido el 23 de abril de 1944) fue una figura del crimen organizado, de origen italiano, en Hamilton, Ontario, Canadá. Fue una de las figuras criminales más prominentes de la época de la ley seca en Canadá, y a veces se lo conocía como "el rey de los contrabandistas" y el "Al Capone de Canadá".
Nacido en la ciudad italiana de Platì, en Calabria, Perri emigró a los Estados Unidos y más tarde a Canadá en 1908. A principios de la década de 1910, comenzó a trabajar en la construcción y en una panadería. Perri y su pareja, Bessie Starkman, comenzaron un negocio de contrabando cuando la venta y distribución de alcohol fue prohibida tanto en Canadá como en los Estados Unidos. Starkman se ocupó principalmente de las finanzas del negocio.
En 1928, Perri fue acusado de perjurio después de un testimonio ante la Comisión Real y cumplió cinco meses de una condena de seis meses de prisión. En 1930, Starkman fue emboscada en su garaje y asesinada; nadie fue acusado por su asesinato. En 1940, Perri fue arrestado y enviado a internamiento en el Campo Petawawa como parte del internamiento ítalo-canadiense; fue liberado tres años después. Perri desapareció en Hamilton el 23 de abril de 1944, cuando salió a caminar; su cuerpo nunca fue encontrado, y esto provocó especulaciones en torno a su supuesta muerte.

## Primeros años
Rocco Perri nació en Platì, Calabria, Italia, el 30 de diciembre de 1887  en una familia de pastores pobres, y abandonó la escuela en quinto grado.  A finales del siglo XIX, el ochenta por ciento de la población de Calabria era analfabeta por lo que Perri destacaba por tener al menos cierto nivel de alfabetización.  Como muchos otros calabreses de su generación, el joven Perri anhelaba ir a “América” (Estados Unidos), país que consideraban una tierra de esperanza, oportunidades y prosperidad.  Emigró a los Estados Unidos en 1903,  cuando partió hacia Boston en abril de ese año a bordo del transatlántico SS Republic con un billete de tercera clase.  Perri pronto se mudó a la ciudad de Nueva York y luego se estableció en Massena, Nueva York, donde trabajó como obrero no cualificado.  En mayo de 1908 se trasladó a Montreal en busca de trabajo.  En noviembre de 1908, Perri se mudó a Ontario y se estableció en Cobalt, donde trabajó en una cantera de piedra propiedad de la compañía Canadian National Railroad.  Perri, a quien no le gustaban los duros inviernos del norte de Ontario, llevaba una vida seminómada, ya que vivía en Cobalt en primavera y verano, mientras que pasaba los otoños y los inviernos en Toronto.  Perri dijo más tarde sobre sus primeros años en Canadá: "Nos trataban peor que a los negros pero, a diferencia de ellos, no sabíamos hablar inglés". 
Durante este período, Perri comenzó a involucrarse en actos delictivos, ya que escribía cartas codificadas en italiano llenas de referencias a "muebles" y "cosas" que siempre vendía y compraba a hombres con antecedentes penales.  En mayo de 1912, Perri contrató a un hombre, Camillo Tuzoni, para que quemara una casa en North Bay que era propiedad de Donato Glionna como parte de un intento de extorsión.  Después de su arresto por incendio provocado, Tuzoni nombró a Perri como el hombre que lo contrató.  En la primavera de 1912, se instaló definitivamente en Toronto. 
Allí Perri conoció a Bessie Starkman, una judía polaca que había inmigrado a Canadá alrededor de 1900, mientras vivía como huésped en alquiler en la casa de ella en The Ward, Toronto, Ontario, con su esposo Harry Tobin y sus dos hijas. Poco después, Perri comenzó un romance con Starkman, y cuando él consiguió un trabajo en el Canal Welland en 1913, ella dejó a su marido y a sus hijas para mudarse con Perri a St. Catharines y comenzar una nueva vida. Después de unas semanas de convivir con Perri, Starkman intentó regresar con su marido, quien se negó a aceptarla. Starkman dijo más tarde sobre su vida con Perri en St. Catharines: "No teníamos amigos. Comíamos pan y nos tragábamos insultos. Estábamos marginados entre aquellos que, como inmigrantes, ya estaban marginados".  En una carta a su madre en Italia, Perri escribió: “Solíamos trabajar arriesgando no sólo nuestra salud, sino en muchos casos nuestras vidas”. 
Cuando el gobierno canadiense recortó la financiación del proyecto del Canal Welland debido a la Primera Guerra Mundial, Perri se quedó sin trabajo. Después de trabajar en una panadería, fue contratado como vendedor para la Superior Macaroni Company. Sin embargo, Perri y Starkman encontraron una mejor fuente de ingresos cuando la Ley de Templanza de Ontario entró en vigor el 16 de septiembre de 1916, ya que restringía la venta y distribución de alcohol. La pareja comenzó a dedicarse al contrabando; utilizando la perspicacia comercial de Starkman y las conexiones de Perri, establecieron una empresa rentable. Fue Starkman quien sugirió el contrabando, pero Perri utilizó su red de amigos italianos para crear la banda Perri-Starkman.  El alcohol todavía era legal en Quebec, y Perri utilizó su red de amigos compatriotas en Montreal para comprar alcohol y contrabandearlo a Ontario.  En esa época, ambos vivían en Hamilton, Ontario, y en 1920 se mudaron a una casa más grande en 166 Bay Street South. Perri y Starkman también abrieron burdeles en Hamilton, en ese momento la ciudad con el mayor porcentaje de mujeres dedicadas a la prostitución en América del Norte.  El 9 de marzo de 1917, la policía de Hamilton allanó la casa en 157 Caroline Street North, y arrestó a Starkman por regentar un burdel después de que la policía descubriera que una prostituta, Mary Ashley, ejercía su oficio en la casa.  Starkman fue declarada culpable y recibió una multa de 50 dólares.  El 17 de noviembre de 1917, Starkman dio a luz un hijo de Perri, pero el bebé murió a los dos días.  El 1 de abril de 1918, el gobierno del Dominio prohibió el alcohol en todo Canadá, ley que permaneció vigente hasta el 31 de diciembre de 1919.  Perri y Starkman tuvieron que contrabandear alcohol desde Estados Unidos a Canadá para mantener su negocio.
En 1918, Perri comenzó un romance con Sarah Olive Routledge, con quien tuvo dos hijas.  Después del nacimiento de la primera, Perri se negó a casarse con Routledge, pero él mantuvo un hogar para ella en St. Catharines y pagó la manutención infantil. Su romance se reanudó en 1920. El trabajo de Perri como vendedor de macarrones requería viajar por todo Ontario; también usaba esos viajes para organizar la venta de licor. Starkman, ocupada administrando las finanzas de su organización, no cuestionó las salidas de Perri.  En febrero de 1922, el abogado de Perri le dijo falsamente a Routledge que ya estaba casado con Starkman. Desmoralizada, Routledge se suicidó saltando desde la ventana del séptimo piso de la oficina de su abogado en el Banco de Hamilton; sus padres tomaron la custodia de sus hijas.  En la década de 1930, Perri solicitó ver a sus hijas los fines de semana, aunque su abuela siempre las acompañaba por temor a que se las llevara.
El 31 de diciembre de 1918, Perri y Starkman organizaron una fiesta en la que dos de los invitados, Alberto Naticchio y Antonio Martino, comenzaron una disputa.  Los dos hombres salieron y Naticchio le disparó a Martino, quien murió poco después por la pérdida de sangre.  Perri dio a la policía el nombre falso de Rocco Suseno, lo que lo llevó a ser acusado de mentir a un oficial de policía cuando la policía descubrió su verdadero nombre.  Perri fue acusado de vender alcohol el 3 de enero de 1919 y tres días después fue condenado.  Fue multado con 1.000 dólares, pero su abogado, Michael O'Reilly, logró reducir la multa a 700 dólares tras una apelación. 
Starkman fue la jefa de operaciones y la negociadora del dúo, hasta el 13 de agosto de 1930, cuando fue emboscada alrededor de las 11:15 p. m. mientras salía del coche de Perri en el garaje de la casa de la pareja. Perri corrió por la calle tras los asaltantes antes de regresar junto a Starkman, quien había sido asesinada con dos disparos de escopeta. Con lágrimas en los ojos, Perri dijo a los periodistas al día siguiente: "Daría todo mi dinero sólo para tener a Bessie aquí conmigo. He perdido a mi mejor amiga".  La policía encontró dos escopetas de dos cañones y el coche de huida sin huellas dactilares. La investigación finalmente no dio como resultado que se presentaran cargos criminales a pesar de la recompensa de 5.000 dólares ofrecida por Perri. Sin embargo, se pensó que su compatriota calabrés Antonio Papalia, líder de la familia criminal Papalia y padre de Johnny Papalia, jugó un papel en el asesinato. Las matrículas robadas que se usaban en el coche en el que huyeron los asesinos de Starkman fueron sacadas de un coche aparcado en un taller de reparación de automóviles donde trabajaba Antonio "Tony" Papalia.  Papalia dijo a la policía cuando le preguntaron: "No tengo nada que ver con esto. Pero incluso si supiera algo, ciertamente no se lo diría".  Perri dijo a los periodistas sobre la posible participación de Papalia: "Si fuera cierto, no me sorprendería".  Dos semanas después del asesinato de Starkman, Perri hizo redactar un testamento en el que decía que temía por su vida y que "no confío en nadie".  Perri añadió la cláusula a su testamento: "Ordeno que en caso de que mi muerte ocurra bajo cualquier circunstancia no natural, mi albacea investigue el caso y si alguno de mis beneficiarios es de alguna manera sospechoso de tener algo que ver con mi muerte no natural, su parte de mi patrimonio será confiscada". 
Perri quería que el funeral de Starkman fuera un evento lujoso y compró un ataúd de 3.000 dólares para ella que era una copia del que se usó para enterrar al actor Rodolfo Valentino en 1926.  El 17 de agosto, unas 20.000 personas se alinearon en la calle para ver pasar el cortejo fúnebre de cientos de vehículos; Perri se desmayó ante la tumba. Debido a su modo de vida, ningún rabino de Hamilton estuvo dispuesto a realizar un funeral por ella, y en su lugar lo dirigió un rabino de visita. Durante la ceremonia, el rabino leyó brevemente el Salmo 121. Mientras el rabino recitaba el kadish (la oración fúnebre), Perri estalló en lágrimas y se desmayó. La lápida de Starkman en el cementerio Ohev Zedek de Hamilton, encargada por Perri, se refería a ella como "Bessie Starkman – Perri", pero la parte "Perri" fue posteriormente eliminada por personas desconocidas. Una parte del patrimonio de Starkman pasó a manos de Perri y el resto a sus hijas.
En 1933, Perri vivía con otra mujer, Annie Newman, quien lo ayudó a mejorar su empresa criminal. La nueva pareja seguía beneficiándose de negocios como el contrabando y el tráfico de drogas. "Annie era tan corrupta y emprendedora como Bessie", según una fuente. En 1943, Newman fue encarcelada por contrabando de oro.

## Operaciones delictivas
Perri y Starkman sobrevivieron económicamente en los duros años posteriores a 1915 gracias a sus ingresos como vendedor de macarrones y a su tienda de comestibles en Hess Street. Después de que se aprobara la Ley de Templanza de Ontario en 1916, que ilegalizaba la venta de alcohol, la pareja comenzó a vender whisky canadiense de forma paralela. Su contrabando se realizaba a pequeña escala, teniendo su cocina como centro de operaciones.
El contrabando se convirtió en una actividad más grande y rentable cuando se declaró la Prohibición en todo Canadá el 1 de abril de 1918, y la Decimoctava Enmienda que prohibió la venta de alcohol en los Estados Unidos en 1920. Durante la década de 1920, Perri se convirtió en la figura principal del crimen organizado en el sur de Ontario y estuvo bajo constante vigilancia por parte de la policía. El gobierno permitió numerosas excepciones, permitiendo que varias cervecerías y destilerías permanecieran abiertas al mercado de exportación.
Perri se especializó en la exportación de licores de antiguas destilerías canadienses, como Seagram y Gooderham and Worts, a los Estados Unidos, y ayudó a estas empresas a obtener una gran participación en el mercado estadounidense, una participación que mantuvieron después de que la Prohibición terminara en Ontario en 1927 y en los Estados Unidos en 1933. Perri vendió alcohol a la mafia de Chicago a través de la Purple Gang de Detroit, y fue descrito como la mayor fuente de whisky canadiense en Chicago.  También se le ha relacionado como distribuidor de whisky canadiense a Frank Costello de Nueva York y Al Capone de Chicago, pero cuando el reportero del Daily Toronto Star, Roy Greenaway, le preguntó a Capone si conocía a Perri, Capone dijo: "Bueno, ni siquiera sé en qué calle está Canadá".  Sin embargo, otras fuentes afirman que Capone ciertamente había visitado Canadá, donde mantenía algunos escondites, pero la Real Policía Montada del Canadá afirma que no hay "evidencia de que alguna vez haya puesto un pie en suelo canadiense". Perri también vendió trenes llenos de licor a Chicago y Detroit a través de las Cataratas del Niágara y Windsor, Ontario. Durante la Prohibición, "las autoridades estaban muy contentas de hacer la vista gorda ante el contrabando, y también de aceptar sobornos... y Rocco tenía a todos los policías importantes de Hamilton... en su nómina", según el autor Trevor Cole. Stefano Speranza, miembro del Chicago Outfit, describió a Perri como "el jefe más poderoso de Canadá". 
Alrededor de 1920, el submundo de Ontario estaba dominado por tres familias criminales: la familia Scaroni, con base en Guelph, la familia Serianni, con base en las Cataratas del Niágara, y la familia Gagliardo, con base en Toronto.  Perri logró mantener buenos lazos con las tres familias por un tiempo, pero terminó alineándose contra la familia Scaroni cuando dos miembros de la familia Serianni, Domenic Speranza y Domenic Paproni, mataron a un miembro de la familia Scaroni, Joe Celona, en su presencia.  El 18 de junio de 1921, James Saunders, el guardaespaldas y chofer de la familia Scaroni, fue encontrado asesinado a las afueras de Welland con un cuchillo; en el bolsillo de su abrigo había un trozo de papel con la dirección de la casa de Perri.  El 10 de mayo de 1922, el jefe de la familia criminal Scaroni, Domenic Scaroni, fue asesinado después de ser invitado a una reunión de figuras del crimen organizado en las Cataratas del Niágara.  En el funeral de Scaroni el 13 de mayo de 1922 en Guelph, Perri sirvió como uno de los portadores del féretro junto con Antonio Deconza, Frank Longo, Frank Romeo y los hermanos D'Agostiono.  El 15 de junio de 1922, Salvatore Scaroni, primo de Domenic, resultó herido en un intento de asesinato fallido en las Cataratas del Niágara.  El hermano de Scaroni, Joe Scaroni, junto con Salvatore Scaroni fueron asesinados el 4 de septiembre, después de ser llevados a una panadería por los asociados de Perri, John Trott y Antonio Deconza.  Perri fue vinculado a los asesinatos, aunque no se encontraron pruebas. Con los hermanos Scaroni eliminados, Perri formó una alianza con la familia criminal Serianni para mantener el mercado de Ontario fuera de las manos de la familia criminal Magaddino en Buffalo, Nueva York. 
Perri pronto se diversificó hacia el juego, la extorsión y la prostitución. También se informó que él y Starkman habían participado en el tráfico de narcóticos ya en 1922, cuando la Real Policía Montada de Canadá sospechó que Perri "traficaba con narcóticos a gran escala". En 1924, cuando el salario promedio de un trabajador de la construcción era de $42 por semana, Perri y Starkman obtuvieron una ganancia anual de $1 millón.  Perri empleaba a unos 100 hombres y estaba a cargo de los aspectos operativos de la banda.  Starkman, que era más culta que Perri, se encargaba de los aspectos financieros del negocio y elegía a los proveedores de alcohol.  Starkman dominaba el italiano y generalmente hablaba con Perri en el dialecto calabrés del italiano, que era su medio de expresión preferido.  Por el contrario, Perri nunca aprendió yiddish, que era la lengua materna de Starkman. Starkman hizo la alianza con Clifford Hatch, el propietario de la destilería Gooderham & Worts que se había trasladado a Montreal en 1916, después de la Ley de Templanza.  Hatch quería seguir vendiendo alcohol en Ontario, donde su marca era muy conocida desde que se fundó Gooderham & Worts en 1832, mientras que Starkman vio la importancia de vender alcohol seguro y de alta calidad para permitir que la banda Perri-Starkman se apoderara de participación de mercado de otros contrabandistas.  Los destiladores caseros ilegales a menudo elaboraban alcohol en condiciones inseguras y lo diluían con aceite mineral, formaldehído, acetona, ácido fórmico, ácido sulfúrico y creosota.  La muerte y la ceguera causadas por el consumo de alcohol adulterado eran problemas importantes en la década de 1920, y los bebedores buscaban contrabandistas que vendieran alcohol seguro. 
Perri deseaba mucho la ciudadanía británica (hasta 1947 no existía una ciudadanía canadiense separada) y el 13 de marzo de 1922 solicitó la ciudadanía británica en el condado de Wentworth.  La solicitud de ciudadanía de Perri apareció en la portada del periódico Hamilton Herald, lo que provocó objeciones por parte de Thora McIroy, presidenta del capítulo de Hamilton del Comité de Ciudadanía del Consejo Local de Mujeres.  McIroy escribió una carta pública en la que afirmaba que Perri "no es un hombre de buen carácter moral y no es una persona apta para ser naturalizada en Canadá".  El 24 de marzo de 1922, William Whatley, jefe de policía de Hamilton, escribió al gobierno del Dominio que Perri tenía condenas penales por abandonar la escena de un accidente automovilístico en 1918, por mentir a un oficial de policía y por violar la Ley de Templanza en enero de 1919 y otra condena en julio de 1919 por permitir que "un perro feroz anduviera suelto".  El 12 de abril de 1922, la solicitud de ciudadanía de Perri fue rechazada.  El 6 de mayo de 1922, Perri lanzó un llamamiento en el que se presentaba como incomprendido y difamado.  El 15 de mayo su apelación fue rechazada y sus explicaciones sobre su comportamiento fueron consideradas "poco convincentes". 
El 19 de noviembre de 1924, en una entrevista exclusiva con el Toronto Daily Star, declaró: "Mis hombres no llevan armas... Si descubro que las llevan, me deshago de ellos. No es necesario. Les doy coches de alta potencia. Eso es suficiente. Si no pueden huir de la policía es culpa suya. Pero las armas causan problemas. Mis hombres no las usan". Tampoco se consideraba un criminal, pues creía que la Prohibición era "una ley que la gente no quería". Perri admitió abiertamente que era un contrabandista, como le dijo a un periodista estadounidense: "Todo lo que hice fue vender cerveza y whisky a nuestra mejor gente... Me llaman contrabandista, y algunas personas llaman criminales a los contrabandistas. Simplemente estoy satisfaciendo la demanda de millones de ciudadanos respetuosos de las leyes y que hacen las leyes. Vendo licor a jueces, banqueros, senadores, gobernadores, alcaldes, y tengo predicadores a quienes les vendo vino. No es más criminal suministrar este licor que intercambiarlo, poseerlo y consumirlo. Estoy dispuesto a ser clasificado en la misma categoría que jueces, banqueros, senadores, gobernadores, alcaldes y otras personas bien conocidas, llámenlos como quieran". 
Perri normalmente enviaba su alcohol ilegal a Estados Unidos por tierra, pero también poseía un barco para cruzar el lago Ontario. El 1 de diciembre de 1926, un barco propiedad de Perri fue incautado en el puerto de Hamilton con 100 cajas de whisky canadiense destinado al mercado estadounidense.  Tenía una relación comercial limitada con el contrabandista Ben Kerr, quien también era dueño de una casa en Bay Street. Algunos describieron a Kerr como "el rey de los contrabandistas de ron del lago Ontario" (contrabandistas que normalmente utilizaban barcos). Kerr operaba dentro del territorio de Perri, pero este último exigía a Kerr que contrabandeara alcohol estadounidense a Ontario, y también puede haberle permitido vender alcohol en cierta parte del estado de Nueva York a cambio del pago de una comisión. Estas iniciativas permitieron a Kerr expandir sus operaciones y seguir siendo un cliente sólido de destilerías como Gooderham & Worts y Corby's. Kerr y su barco 'Pollywog' desaparecieron en febrero de 1929; unas semanas después, su cuerpo y algunos restos de su embarcación fueron encontrados en la orilla del lago Ontario, cerca de Colborne. Basándose en su investigación, el autor C. W. Hunt teorizó que Perri probablemente fue responsable de la muerte de Kerr, quizás usando su propio barco, mejor blindado, el 'Uncas'. Hunt admitió que había otras dos posibles causas: "un accidente marítimo", como afirmó el forense, o un acto de otros contrabandistas de ron rivales los hermanos Staud con su barco bien armado y blindado.
Cuando Perri se entregó para enfrentar los cargos de homicidio en Hamilton el 31 de julio de 1926, fue la noticia más importante en los periódicos estadounidenses y canadienses ese día.  Incluso el presidente de los Estados Unidos, Calvin Coolidge, habló sobre el arresto de Perri en una conferencia de prensa en la Casa Blanca, lo que utilizó como evidencia de que las autoridades canadienses estaban tratando de detener el contrabando en los Estados Unidos.  Una mujer involucrada en el contrabando, Mildred Cooney Sterling, le dijo a un policía encubierto el 26 de agosto de 1926: "Nadie se atrevería jamás a ir en contra de Rocco Perri. Es demasiado poderoso".  En relación con el alcohol adulterado que había causado la muerte de 45 personas en Ontario y el estado de Nueva York, añadió que Perri había introducido de contrabando el alcohol tóxico, pero que "...preveniría, bajo todas las circunstancias, que entrara el licor venenoso... Rocco Perri y otros contrabandistas de ron millonarios no tienen que manipular licor venenoso porque pueden ganar más dinero con menos problemas manipulando el producto puro".  El 13 de enero de 1927, Perri fue absuelto cuando la Corona no pudo demostrar que él sabía que el alcohol estaba contaminado. 

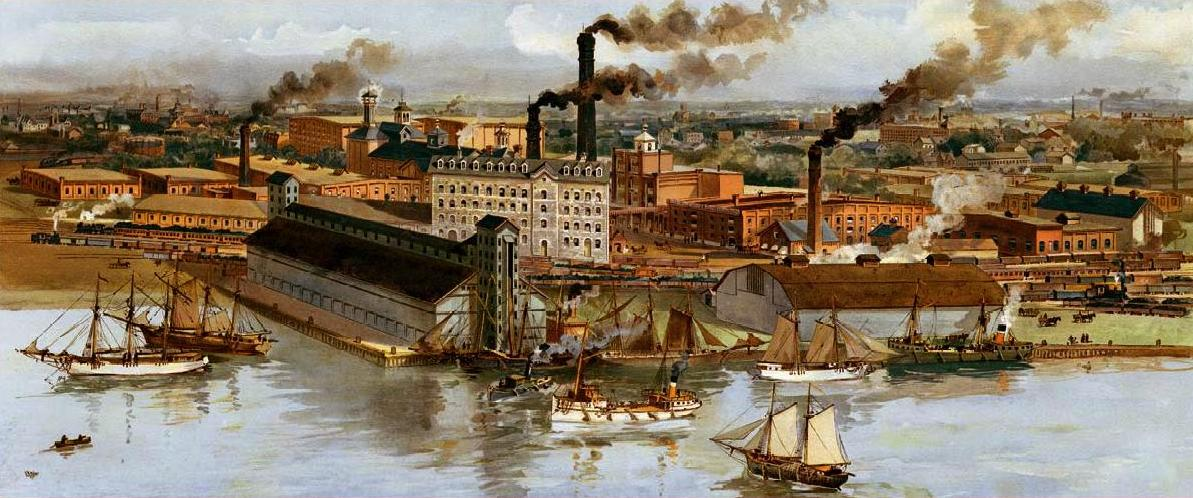
La factoría de Gooderham and Worts, uno de los proveedores de Perri, tal como aparecía en 1896.

El 1 de junio de 1927, el alcohol se legalizó nuevamente en Ontario.  Sin embargo, el gobierno de Ontario obligó a los bares y licorerías a cerrar temprano, lo que todavía hacía que el contrabando en Ontario fuera rentable ya que mucha gente quería beber después de la hora de cierre temprano. En 1927, Perri se vio obligado a testificar en la investigación de la Comisión Real de Aduanas e Impuestos, centrándose en el contrabando, y también en una audiencia sobre cargos de evasión fiscal contra Gooderham y Worts. Más tarde ese año, en la audiencia de evasión fiscal de Gooderham y Worts, Perri admitió haber comprado whisky a la destilería entre 1924 y 1927. Gooderham y Worts fueron condenados por evasión fiscal en 1928 y se les ordenó pagar una multa de $439,744. Perri y Starkman fueron acusados de perjurio después de su testimonio ante la Comisión Real, pero en un acuerdo de culpabilidad, los cargos contra Starkman fueron retirados; Perri cumplió cinco meses de una sentencia de seis meses y fue liberado el 27 de septiembre de 1928. El 15 de junio de 1929, un oficial encubierto de la Real Policía Montada del Canadá, Frank Zaneth, informó a sus superiores que había aprendido "que Rocco Perri era el pez gordo en el contrabando y distribución de estupefacientes en esta provincia".  El 26 de mayo de 1930, Giuseppe Pennestri, que usaba el alias de Joe Leo, desapareció en Sudbury.  Leo dejó una nota en una caja de seguridad en la que advertía que si desaparecía, sería un caso de asesinato, ya que acusó a dos asociados de Perri, Domenico y James D'Agostino, de planear su asesinato para "poder llevarse a mi esposa y mi dinero".  El cuerpo de Leo nunca fue descubierto. 
El 2 de agosto de 1930, Perri y Mike Serge fueron acusados de posesión ilegal de 10 galones americanos (37,9 L) de licor, pero nueve días después, ambos hombres fueron absueltos.  Starkman fue asesinada el 13 de agosto de 1930. Perri inició relaciones con la viuda de Joe Leo, Maria Vincentia Rossetti, quien usaba el alias Jessie Leo.  En octubre de 1930, Jesse Leo confirmó su relación con Perri a los periodistas e insinuó que se casaría con él.  En 1931, la Gran Depresión había provocado una tasa de desempleo del 31 por ciento en Ontario, y las autoridades canadienses toleraron abiertamente el contrabando de Perri en los Estados Unidos como una forma de reducir el desempleo.  En respuesta a las amenazas del gobierno de los Estados Unidos de aumentar los aranceles a los productos canadienses, el gobierno canadiense prohibió la exportación de alcohol.  A su vez, los contrabandistas comenzaron a introducir de contrabando alcohol canadiense a los Estados Unidos a través de Cuba y México, una elección de rutas que perjudicó económicamente a Perri.  Frank Di Pietro, el guardaespaldas y chofer de Perri, declaró más tarde: "Se sentía acorralado, como si todos estuvieran conspirando contra él. Actuó de forma extraña. En un solo día perdió 100.000 dólares en el hipódromo".  El 5 de octubre de 1932, la policía de Hamilton hizo una redada en una manguera en Concession Street donde se 26 000 galones americanos (98 420,7 L)Se incautó  cargamento de whisky destinado a los Estados Unidos.  Los acusados fueron Mary Latika, la criada de Perri, y Tony Marando, el primo de Perri.  La redada le costó a Perri 28.000 dólares en inventario.  El 5 de diciembre de 1933, la Prohibición terminó en los Estados Unidos cuando el nuevo presidente, Franklin D. Roosevelt, impulsó la Vigesimoprimera Enmienda a la Constitución de los Estados Unidos que legalizó nuevamente el alcohol en el país.  El fin de la Prohibición acabó con la principal fuente de ingresos de Perri y lo llevó a involucrarse en nuevos delitos como la falsificación. 
En la década de 1930, Perri se había convertido en una figura legendaria en su Calabria natal y existía el rumor popular de que "era el hombre más rico de Canadá".  En 1937, Perri regresó a Toronto, donde compró una casa con su nueva pareja, Annie Newman.  Para mantenerse, Perri recurrió a la gestión de una red de casas de juego ilegales en Toronto.  Entre 1937 y 1939, Perri fue propietario de una cervecería en Fleet Street en Toronto. En 1938, hubo dos intentos de matar a Perri: el 20 de marzo, su terraza fue destruida por dinamita colocada debajo de ella, y el 23 de noviembre, una bomba detonó debajo de su coche. Perri no resultó herido en ninguno de los intentos.  Perri fue el principal sospechoso del asesinato de un corredor de apuestas de Toronto, James Windsor, que competía con sus casas de juego.  Mientras entrevistaban a Perri, dos detectives de la policía de Toronto, Orrie Young y Herbert Witthun, notaron una pistola calibre .25 en la sala de estar.  Annie Newman afirmó que el arma era suya y el 12 de enero de 1939 le impusieron una multa de 25 dólares por poseer un arma ilegal. 
El 30 de agosto de 1939, Perri fue acusado de corrupción de funcionarios públicos ante la Corona, alegando que había sobornado a siete funcionarios de aduanas en Windsor para que le ayudaran a cruzar la frontera.  Uno de los funcionarios de aduanas, David Armaly, había accedido a entregar el testimonio de Crown y testificó que Perri lo había sobornado, ya que recibió 25 dólares por cada uno de los automóviles de Perri a los que se les permitió cruzar a los Estados Unidos sin inspección.  El mismo día de su detención, Perri fue entrevistado por periodistas y la discusión giró en torno a la crisis de Danzig.  Italia firmó el Pacto de Acero con Alemania a principios de ese año, y varios periodistas preguntaron qué haría Perri si Italia estuviera en guerra con Gran Bretaña. Perri respondió: "Canadá es mi país. Canadá es parte del imperio británico. Lucharía por él. Dejé Italia hace más de veinticinco años. No recuerdo mucho de eso".  Al día siguiente, el periódico Daily Toronto Star publicó como titular: "La guerra preocupa a Rocco, está listo para luchar".  Perri fue defendido en su juicio por Paul Martin Sr., quien siempre estaba tan bien informado sobre el caso de la Corona que se creía que uno de los fiscales de la Corona estaba vendiendo información, pero nunca se estableció cuál era.  Martin hizo mucho hincapié en el hecho de que Armaly había cometido fraude en la asistencia social, hecho que utilizó para retratarlo como un hombre que cometía perjurio.  El 1 de febrero de 1940, Perri fue absuelto. 

## Internación
En 1940, Perri y su hermano Mike fueron arrestados y enviados a internamiento en el Campamento Petawawa como parte del internamiento italocanadiense, como extranjeros enemigos potencialmente peligrosos con supuestas conexiones con el régimen fascista de Benito Mussolini.  La Real Policía Montada del Canadá arrestó a Perri junto con Antonio Papalia, Frank Silvestro, Mike Sergi, John Taglerino y Charles Delcastro de Hamilton junto con Domenic Longo y Domenic Belcastro de Guelph.  Un grupo de la Policía Montada llegó a la casa de Perri en Hamilton, donde fue arrestado sin incidentes.  Un prisionero del campo de concentración de Petawaw, Osvaldo Giacomelli, recuerda: "Perri nunca se dio aires de superioridad. Jugaba a las cartas a menudo, pero evitaba cualquier conversación sobre actividades en las que supuestamente estaba involucrado".  Se describió a Perri como un prisionero educado y de buen comportamiento que sufrió depresión a medida que el año 1941 se transformaba en 1942 y él se volvía muy nostálgico de Calabria. 
Durante este internamiento, Perri pasó algún tiempo con Antonio Papalia, quien fue liberado dos años antes que él. Cuando Perri vio a Papalia llegar al campamento Petawawa, le gritó en italiano: "¡Debería darte una bofetada hasta dejarte azul y negro!"  Papalia respondió "solo inténtalo" y sólo la rápida intervención de los guardias detuvo una pelea entre los dos gánsteres.  Cuando regresó a su tienda, Perri juró como nunca antes lo habían visto y maldijo a Papalia como un amigo que lo había traicionado.  Perri estaba muy enojado por la forma en que Papalia se había aliado con su antiguo enemigo, Stefano Magaddino.  Tras su liberación, Papalia comenzó a expandir su empresa con su hijo Johnny, quien tenía cierta relación con la Familia criminal de Búfalo. El 17 de octubre de 1943, el ministro de Justicia, Louis St. Laurent, ordenó la liberación de Perri.  Al salir descubrió que el submundo de Ontario ahora estaba dominado por Papalia, Bordonaro y Silvestro, quienes servían como agentes de Magaddino, quien no quería que Perri volviera a involucrarse en el submundo. 

## Desaparición y secuelas
Rocco Perri fue visto con vida por última vez en Hamilton el 23 de abril de 1944, en la casa de un primo, Joe Serge, en Murray Street West. Según un artículo de la revista Maclean's del 15 de junio de ese año, Perri estaba entonces "trabajando como portero en un teatro de Toronto". Antes del almuerzo, se quejó de dolor de cabeza y salió a caminar para despejarse, pero nunca regresó.
El cuerpo de Perri nunca fue encontrado, aunque se especula que fue asesinado al equiparlo con zapatos de cemento y arrojarlo a la bahía de Burlington, una práctica conocida coloquialmente como lupara bianca. Se cree que Antonio y Johnny Papalia, junto con Stefano Magaddino de Búfalo, jugaron un papel en la desaparición de Perri para obtener un mejor control del mercado canadiense de alcohol. Entre 1944 y 1945, los Papalia persiguieron y mataron a todos los aliados de Perri, como Jouhn Durso y Louis Wernick, lo que completó el control de Magaddino sobre los bajos fondos de Ontario.  La Real Policía Montada del Canadá concluyó en 1954 que "no encontrarán su cuerpo hasta que la bahía se seque". Después de la desaparición de Perri, tres de sus antiguos lugartenientes, además de Papalia y Giacomo Luppino, comenzaron a responder ante Magaddino en Búfalo: Tony Sylvestro, Calogero Bordonaro y Santo Scibetta, conocidos como los "tres capos".

### A posteriori
En 1992, el experto en Mafia Antonio Nicaso descubrió pruebas de la desaparición de Perri. Una carta que le compartió el primo de Perri en Italia, fechada el 10 de junio de 1949 y traducida del italiano, decía: "Querido primo, con esta carta te diré que tengo buena salud. Hazles saber que estoy bien si has escuchado las noticias". Está firmada por Rocco Perri. El primo de Perri también afirma que el gánster murió en 1953 en Massena, Nueva York. En 2018, los familiares de Perri de Hamilton y Australia, durante un intento de cobrar el patrimonio del difunto mafioso, afirmaron que había vivido en Massena bajo el nombre de Giuseppe Portolesi antes de morir por causas naturales en 1953. Andrew Monterosso, del grupo, dijo que había logrado ganarse bien la vida a través de negocios legales como la compra de propiedades en Estados Unidos y México.
En 1998, apareció un testamento de 1930; supuestamente era el de Perri, pero hay dudas de que alguna vez fuera declarado muerto. Un informe de CBC News en 2012 afirmó que "no existe ningún certificado de defunción de Rocco Perri". El grupo que intentó acceder al patrimonio del mafioso dijo en 2018 que no había ningún número de seguro social ni certificado de defunción, y que la Agencia de Ingresos de Canadá había transferido los fondos del patrimonio de Perri a Italia en 2008.

## En la cultura popular
- En julio de 2014, se realizó la primera representación de una obra unipersonal, Bootlegger's Wife, sobre la vida de Starkman, en el Teatro Aquarius de Hamilton. La creadora y protagonista fue Victoria Murdoch; aunque el personaje de Perri no aparece, "voces en off" proporcionan sus comentarios.[127] La obra se volvió a representar a mediados de marzo de 2019[128] y en intervalos entre esas fechas.[129]